# Micanopy (Flórida)
Micanopy é uma vila localizada no estado americano da Flórida, no condado de Alachua. Foi incorporada em 1837.
A vila foi cenário para o filme Doutor Hollywood, estrelado pelo ator Michael J. Fox. No filme, o lugar era uma área rural da Califórnia, mas na realidade todas as cenas externas foram feitas em Micanopy.

## Geografia
De acordo com o United States Census Bureau, a vila tem uma área de 2,8 km², onde 2,7 km² estão cobertos por terra e 0,1 km² por água.

### Localidades na vizinhança
O diagrama seguinte representa as localidades num raio de 24 km ao redor de Micanopy.

## Demografia
Segundo o censo nacional de 2010, a sua população é de 600 habitantes e sua densidade populacional é de 220,63 hab/km². Possui 317 residências, que resulta em uma densidade de 116,57 residências/km².